# Prionostemma bryantae
Prionostemma bryantae is een hooiwagen uit de familie Sclerosomatidae.